# Le Mannequin assassiné (roman)
Pour les articles homonymes, voir Le Mannequin assassiné.
Le Mannequin assassiné est un roman policier écrit par l’écrivain belge Stanislas-André Steeman, publié en 1932, revu et corrigé en 1943. C'est la cinquième aventure du commissaire Malaise, et Monsieur Wens y fait une brève apparition.

## Résumé
Un mannequin est volé dans la vitrine d'un tailleur, puis retrouvé sur les rails de chemin de fer, son visage de cire lacéré et un poignard en plein "cœur". Le commissaire Malaise a l'intuition que ce simulacre cache un crime bien réel : l'assassinat de Gilbert Lecopte, mort un an plus tôt d'une supposée crise cardiaque et dont les traits avaient servi de modèle au mannequin. Il va donc mener l'enquête dans la famille de la victime, au sein d'une grande maison pleine de secrets, et pas seulement dans le vaste grenier.

## Personnages
- Aimé Malaise : Commissaire de la P.J. belge.
- M. Lecopte : invalide, père de la victime.
- Irène Lecopte : sœur de la victime.
- Armand Lecopte : frère de la victime.
- Laure Charon : cousine et fiancée de la victime.
- Émile Charon : cousin de la victime.
- Jeanne Charon : épouse d’Émile.
- Irma : bonne des Lecopte.
- Léopold Trachet : fils d'Irma.
- Dr Furnelle : médecin de la famille.
- Jérôme : le simplet du village.
- M. Devant : marchand-tailleur.
- Jacob Eberstein : brocanteur.
- Wenceslas Vorobeïtchik, dit M. Wens : ami et conseiller du commissaire.

## Autour du livre
- Dans un Appendice au roman, Stanislas-André Steeman précise que si le commissaire Malaise a une "évidente parenté" avec le commissaire Maigret de Georges Simenon, ce dernier apparaît seulement en 1932, contre 1930 pour Aimé Malaise (in Le Doigt volé).
- L'épigraphe du prologue est une citation de Jean Ray à propos du Mannequin assassiné : elle est extraite de la dédicace du roman fantastique Malpertuis.

## Adaptations

### Au cinéma
En 1947, l'œuvre a servi de base à une adaptation cinématographique par Pierre de Hérain. Stanislas-André Steeman y joue le rôle du Dr Furnelle.

### À la télévision
Dans le cadre de la série Télé-Mystères, Jean-Louis Colmant a réalisé une adaptation du roman en 1970 pour la RTB.

### À la radio
Pour France Culture, Pierre Dupriez et Serge Martel ont proposé une adaptation du roman diffusée le 13 novembre 1982.